# Гаврилюк Юрій (актор)
Юрій Гаврилюк (нар. ??? — пом. ???) — радянський український актор театру і кіно. 

## Фільмографія
| Рік  |   | Українська назва             | Оригінальна назва              | Роль                                     |
| ---- | - | ---------------------------- | ------------------------------ | ---------------------------------------- |
| 1990 | ф | Імітатор                     | Имитатор                       | епізодична роль                          |
| 1978 | ф | Єралашний рейс               | Ералашный рейс                 | епізодична роль                          |
| 1977 | ф | Тачанка з півдня             | Тачанка с юга                  | епізодична роль                          |
| 1976 | ф | Така вона, гра               | Такая она игра                 | представник клубу «Іскра»                |
| 1975 | ф | Дивитися в очі...            | Смотреть в глаза...            | епізодична роль                          |
| 1975 | ф | Хвилі Чорного моря           | Волны Чёрного моря             | шпигун                                   |
| 1972 | ф | Довга дорога у короткий день | Длинная дорога в короткий день | Миклашевич                               |
| 1971 | ф | Червона заметіль             | Красная метель                 | епізодична роль                          |
| 1970 | ф | Олеся                        |                                | епізодична роль                          |
| 1970 | ф | Хліб і сіль                  |                                | товариш Левка                            |
| 1969 | ф | Скарби палаючих скель        | Сокровища пылающих скал        | найманець                                |
| 1969 | ф | Варчина земля                |                                | Шевелько                                 |
| 1967 | ф | Туманність Андромеди         | Туманность Андромеди           | Пел Лін, член екіпажа зорельота «Тантра» |
| 1966 | ф | Бур'ян                       |                                | селянин                                  |
| 1957 | ф | Партизанська іскра           |                                | Олександр Волошин                        |